# Проклятие повешенного
«Проклятие повешенного» (другие названия — Проклятие висельника, Проклятие самоубийцы ) это американский фильм 2003 года.

## Сюжет
В школе, где десять лет назад, не выдержав издевательств одноклассников, повесился один из учеников, начинают происходить странные вещи. Особо задиристые ученики видят галлюцинации, затем впадают в обморок, некоторые умирают. По школе ползут слухи о проклятии самоубийцы. Чтобы выяснить ситуацию, в учебное заведение под видом семьи направляют специально обученных агентов.

## В ролях
| Актёр           | Роль             |
| --------------- | ---------------- |
| Дэвид Кит       | Нейт Спрингфилд  |
| Мэл Харрис      | Сара Спрингфилд  |
| Лейтон Мистер   | Элиша Спрингфилд |
| Дуглас Смит     | Элайя Спрингфилд |
| Джейк Ричардсон | Иан Снайдер      |
| Бобби Брюэр     | Леонард Байнс    |
| Дэниэл Фарбер   | Норман Блум      |
| Эдвин Ходж      | Блейк Хорнсбай   |
| Андреа Моррис   | Кристал Спаркс   |